# Blair Underwood
Blair E. Underwood (ur. 25 sierpnia 1964 w Tacoma) – amerykański aktor telewizyjny i filmowy.

## Życiorys
Urodził się w Tacoma, w stanie Waszyngton jako syn Marilyn Underwood i Franka Underwooda, pułkownika Armii Stanów Zjednoczonych. Ze względu na charakter pracy ojca swoje dzieciństwo spędził w USA i Niemczech. Ukończył Petersburg High School w stanie Wirginia i Carnegie Mellon University w Pittsburghu w stanie Pensylwania.
Pojawił się gościnnie w serialu sci-fi NBC Nieustraszony (Knight Rider, 1985) u boku Davida Hasselhoffa i sitcomie NBC Bill Cosby zaprasza (The Cosby Show, 1985) z Billem Cosby i Lisą Bonet. Debiutował na kinowym ekranie w dramacie muzycznym o wytwórni rapowej Rap atakuje (Krush Groove, 1985) z udziałem Bobby’ego Browna, LL Cool J, Kurtisa Blow i Sheili E.
Sławę wśród telewidzów przyniosła mu postać Bobby’ego Blue w operze mydlanej ABC Tylko jedno życie (One Life to Live, 1985–1986).
Wystąpił w serialach: CBS Downtown (1986–1987) z Michaelem Nouri, Mariska Hargitay i Robertem Englundem, Warner Bros./CBS Strach na wróble i pani King (Scarecrow and Mrs. King, 1987) z Kate Jackson i Bruce’em Boxleitnerem oraz FOX 21 Jump Street (1987) z Johnny Deppem.
Za rolę Jamesa Chaneya w dramacie telewizyjnym Warner Bros./NBC Morderstwo w Mississippi (Murder in Mississippi, 1990) z Tomem Hulce, Gregiem Kinnearem i Jennifer Grey otrzymał nagrodę Image.
Kreacją adwokata Jonathana Rollinsa w serialu NBC Prawnicy z Miasta Aniołów (L.A. Law, 1987–1994) zdobył w 1991 nominację do nagrody Złotego Globu i odebrał w 1995 nagrodę Image.
W 1992 zadebiutował jako reżyser niezależnego filmu krótkometrażowego Drugie przybycie (The Second Coming) z Jamesa Earla Jonesa jako narratorem.
Został uhonorowany po raz kolejny nagrodą Image za postać Willie w dramacie telewizyjnym CBS Rodzina Flory (Mama Flora’s Family, 1998) z udziałem Mario Van Peeblesa oraz w 2001 za rolę doktora Bena Turnera w serialu CBS Miasto Aniołów (City of Angels, 2000).
W serialu HBO Seks w wielkim mieście (Sex and the City, 2003–2004) z Sarah Jessiką Parker i Kim Cattrall zagrał postać doktora Roberta Leedsa.
17 września 1994 poślubił Desiree DaCostę. Mają troje dzieci – dwóch synów Parisa (ur. 1997) i Blake’a Ellisa (ur. 9 czerwca 2001) oraz córkę Brielle (ur. 1999).

## Filmografia
- Tylko jedno życie (One Life To Live, 1985–86) jako Bobby Blue (1985–1986)
- Downtown (1986–1987) jako Terry Corsaro
- Prawnicy z Miasta Aniołów (L.A. Law, 1986–1994) jako Jonathan Rollins (1987–1994)
- Piękna i babsztyl (The Cover Girl and the Cop, 1989) jako Horace Bouchet
- Murder in Mississippi (1990) jako James Chaney
- Ulice Los Angeles (Father & Son: Dangerous Relations, 1993) jako Jared Williams
- Posse – Opowieść o Jesse Lee (Posse, 1993) jako Carver
- W słusznej sprawie (Just Cause, 1995) jako Bobby Earl
- Fałszywy trop (Mistrial, 1996) jako porucznik C. Hodges
- Soul of the Game (1996) jako Jackie Robinson
- High Incident (1996–1997) jako Oficer Michael Rhoades (1996–1997)
- Desperatki (Set It Off, 1996) jako Keith
- Gattaca – Szok przyszłości (Gattaca, 1997) jako Genetyk
- Rodzina Flory (Mama Flora’s Family, 1998) jako Willie
- Dzień zagłady (Deep Impact, 1998) jako Mark Simon
- Asunder (1998) jako Chance Williams
- Drzewo życzeń (Wishing Tree, 1999) jako Magik
- City of Angels (2000) jako dr Ben Turner
- Regulamin zabijania (Rules of Engagement, 2000) jako kapitan Lee
- Full Frontal. Wszystko na wierzchu (Full Frontal, 2002) jako Nicholas/Calvin
- Final Breakdown (2002) jako Detektyw Harris
- G (2002) jako Chip Hightower
- Raperzy z Malibu (Malibu’s Most Wanted, 2003) jako Tom
- Seks w wielkim mieście (Sex and the City, 2003–2004) jako dr Robert Leeds
- Do Geese See God? (2004) jako Facet
- Fatherhood (2004) jako dr Arthur Bindlebeep
- Port lotniczy LAX (LAX, 2004) jako Roger De Souza
- Straight Out of Compton 2 (2005) jako Hen
- Something New  (2006)
- Moja wielka wściekła rodzina (Madea’s Family Reunion, 2006) jako Carlos
- In Treatment (2008) jako Alex Prince (wtorkowy pacjent)